# Stenohya kashmirensis
Stenohya kashmirensis är en spindeldjursart som först beskrevs av Wolfgang Schawaller 1988.  Stenohya kashmirensis ingår i släktet Stenohya och familjen helplåtklokrypare. Inga underarter finns listade i Catalogue of Life.